# 瓦尔瑙
瓦尔瑙是德国石勒苏益格－荷尔斯泰因州的一个市镇。总面积3.98平方公里，总人口355人，其中男性180人，女性175人（2011年12月31日），人口密度89人/平方公里。